# Déficience en entérokinase
 (mai 2025).
Si vous disposez d'ouvrages ou d'articles de référence ou si vous connaissez des sites web de qualité traitant du thème abordé ici, merci de compléter l'article en donnant les références utiles à sa vérifiabilité et en les liant à la section « Notes et références ».
La déficience en entérokinase est une maladie héréditaire à transmission autosomique récessive. Très rare, elle entraîne l'inactivation du trypsinogène.
Elle se manifeste dès la période néonatale par une hypotrophie, des œdèmes (hypoprotéinémie) et de la pâleur (anémie).

## Traitement
On la traite en administrant des hydrolysats de protéines.